# Liste der Generaloberen der Maronitischen Antonianer
Dieser Artikel listet chronologisch die Generalsuperioren der Maronitischen Antonianer auf.
- Salomom Hage 1700–12
- Atallah Kreiker 1712–22
- Pierre Ataya 1722–32
- Simon Aride 1732–42
- Abraham Assaf 1742–45
- Simon Aride 1745–48
- Abraham Assaf 1748–55
- Simon Aride 1755–63
- Abraham Aoun 1763–69
- Martin HageBoutros 1769–73
- Thomas Midlge 1773–76
- M. H. Boutros 1776–83
- Assaf Abou Jaoudé 1783–89
- Abraham Aoun 1789–92
- Tobie Aoun 1792–98
- M.H. Boutros 1798–1801
- Mathieu Jabbour 1801–04
- Tobie Aoun 1804–07
- Nicolas Nasr 1807–10
- Joseph Ghibril 1810–15
- Gennade Lotfi 1815–18
- Sylvain Abou-Jaoudé 1818–21
- Gennade Lotfi 1821–24
- Paul Hammani 1824–27
- Abraham Nasr 1827–33
- Paul Hammani 1833–36
- Abraham Nasr 1836–42
- Saül Asmar 1842–50
- Philippe H. Boutros 1850–54
- Pierre Taiah 1854–59
- Philippe H. Boutros 1859–62
- Joseph Labaki 1862–74
- Josué Mokarzel 1866–69
- Joseph Labaki 1869–74
- Spiridon Ubaid 1874–77
- Simon Cassab 1877–1901
- Emmanuel Ubaid 1901–13
- Bernard Ghoraïra 1913–22
- Joseph Aramouni 1922-29–38
- Jérôme Khaïrallah 1938–48
- Pierre Letayf 1948–51
- Isaïe El-Asmar 1951–57
- Maroun Harica 1957–69
- Raphaël Letayf 1969–75
- Michel Abou Fadel 1975–81
- Elie Atallah 1981–87
- Paul Tannouri 1987–93
- Hanna Slim 1993–1999
- Simon Atallah 1999–2005
- Paul Tannouri (2005–...)